# Cynolebias
Cynolebias es un género de peces de la familia de los rivulines en el orden de los ciprinodontiformes.

## Especies
Se consideran las siguientes:
- Cynolebias altus Costa, 2001
- Cynolebias attenuatus Costa, 2001
- Cynolebias gibbus Costa, 2001
- Cynolebias gilbertoi Costa, 1998
- Cynolebias griseus Costa, Lacerda y Brasil, 1990
- Cynolebias itapicuruensis Costa, 2001
- Cynolebias leptocephalus Costa y Brasil, 1993
- Cynolebias microphthalmus Costa y Brasil, 1995
- Cynolebias obscurus Costa, 2014
- Cynolebias ochraceus Costa, 2014
- Cynolebias oticus Costa, 2014
- Cynolebias paraguassuensis Costa, Suzart y Nielsen, 2007
- Cynolebias parietalis Costa, 2014
- Cynolebias parnaibensis Costa, Ramos, Alexandre y Ramos, 2010
- Cynolebias perforatus Costa y Brasil, 1991
- Cynolebias porosus Steindachner, 1876
- Cynolebias rectiventer Costa, 2014
- Cynolebias roseus Costa, 2014
- Cynolebias vazabarrisensis Costa, 2001